# Kleptochthonius regulus
Kleptochthonius regulus är en spindeldjursart som beskrevs av William B. Muchmore 1970. Kleptochthonius regulus ingår i släktet Kleptochthonius och familjen käkklokrypare. Inga underarter finns listade i Catalogue of Life.